# Canton de Bernay-Est
Le canton de Bernay-Est est une ancienne division administrative française située dans le département de l'Eure et la région Normandie.

## Histoire
Canton créé en 1985 par division du canton de Bernay.
| Période | Période | Identité                 | Étiquette   | Qualité                                                                     |
| ------- | ------- | ------------------------ | ----------- | --------------------------------------------------------------------------- |
| 1985    | 1992    | Jean Quinton (1939-2014) | UDF         | Ingénieur de l'équipement Adjoint au maire de Bernay (1983 → 2014           |
| 1992    | 2015    | Lionel Prevost           | DVG puis PS | Technicien Maire de Serquigny (1989-2020) Vice-président du Conseil général |

## Composition
Le canton de Bernay-Est regroupait neuf communes et comptait 16 837 habitants (recensement de 1999 sans doubles comptes).
| Communes                  | Population (2012) | Code postal | Code Insee |
| ------------------------- | ----------------- | ----------- | ---------- |
| Bernay                    | 11 024 (1)        | 27300       | 27056      |
| Carsix                    | 233               | 27300       | 27131      |
| Corneville-la-Fouquetière | 83                | 27300       | 27173      |
| Fontaine-l'Abbé           | 549               | 27300       | 27251      |
| Menneval                  | 1 322             | 27300       | 27398      |
| Saint-Aubin-le-Vertueux   | 822               | 27300       | 27516      |
| Saint-Clair-d'Arcey       | 325               | 27300       | 27523      |
| Saint-Léger-de-Rôtes      | 426               | 27300       | 27557      |
| Serquigny                 | 2 053             | 27470       | 27622      |

(1) fraction de commune.

## Démographie
| 1990   | 1999   | 2006   | 2011   | 2012   |
| ------ | ------ | ------ | ------ | ------ |
| 10 732 | 10 679 | 10 744 | 10 525 | 10 481 |